# Dracaena draco
|  | No s'ha de confondre amb dragó. |

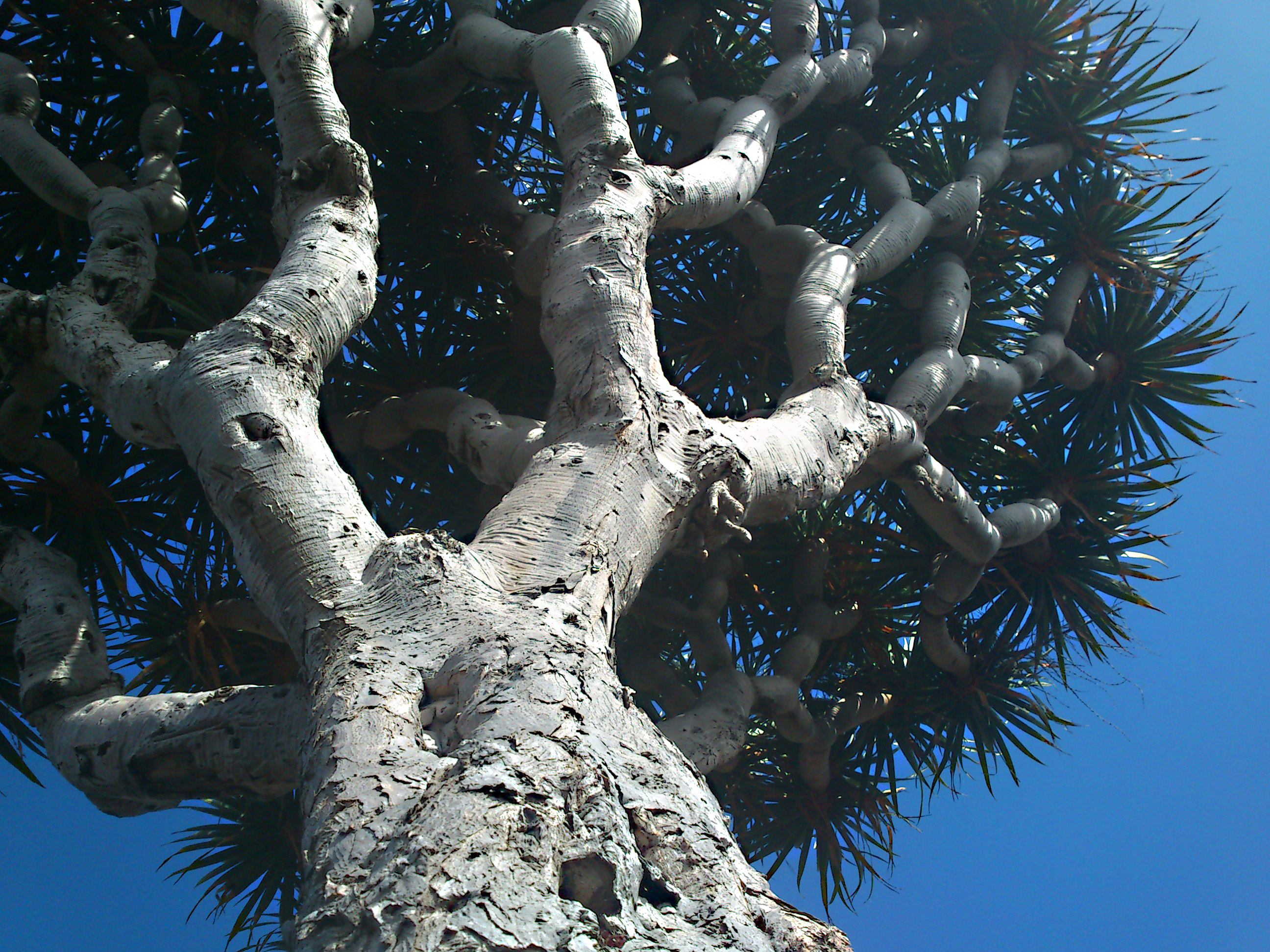
Branques d'un drago a Tenerife

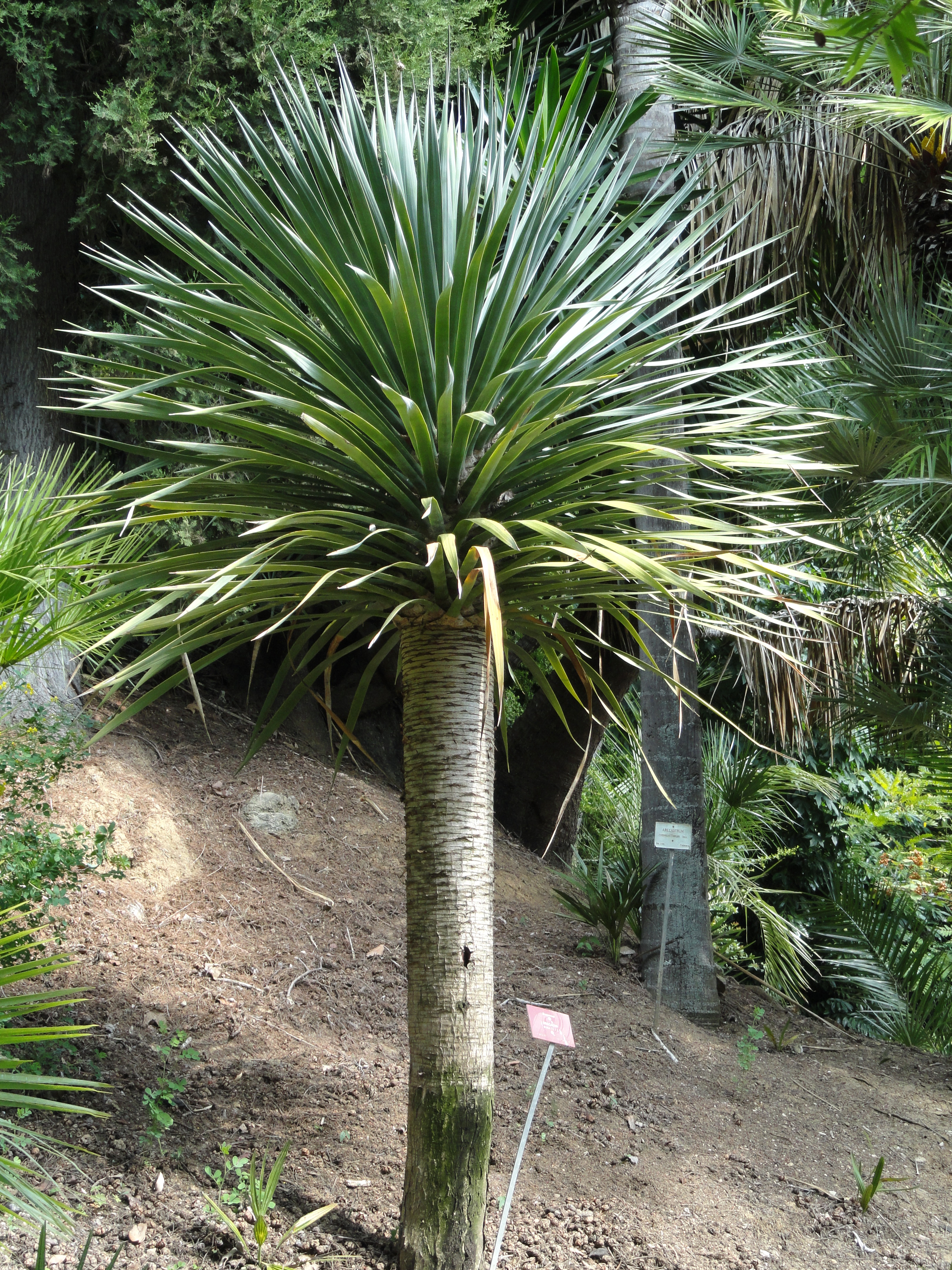
Planta jove

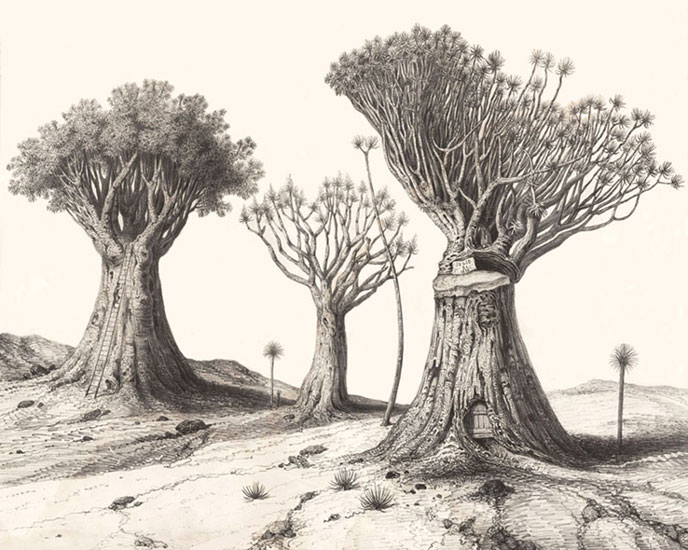
Gravat realitzat pel naturalista francès Sabin Berthelot del gran drago ubicat al jardí de la casa de Franchy, a La Orotava. Publicat en la seva obra Histoire Naturelle des Iles Canaries al 1838

El drago o drago de Canàries (Dracaena draco) és una espècie de planta de la família de les asparagàcies, la qual pot ser trobada al Marroc, les Illes Canàries i a Madeira. És un arbre molt emblemàtic de les Canàries per moltes raons: només creix a Macaronèsia, i es creu que el seu origen natural es troba a les illes de Tenerife i Gran Canària. Es considera, segons una llei del Govern de Canàries, el símbol natural de l'illa de Tenerife, conjuntament amb el pinsà de les Canàries. No obstant això, el 1996 va ser descobert prop d'Agadir, a l'Anti-Atles, una població de Dracaena drago. Aquesta varietat del sud del Marroc, una mica diferent de la canària, és anomenada Ajdal pels amazics.
Aquest arbre espectacular se'l coneix des de fa ja molts anys. La seva saba es torna vermella en contacte amb l'aire. El seu tronc és d'un to gris platejat i es ramifica dicotòmicament. Aquesta espècie s'inclou al catàleg d'espècies amenaçades de les Canàries, com a sensible a l'alteració del seu hàbitat, a Gran Canària, Tenerife i La Palma.
Hi ha exemplars d'aquesta espècie monumentals, com el que creix en un poble de Tenerife que té entre 500 i 600 anys. Normalment el podem trobar entre els 100 i 600 m d'altitud, creixent al bosc termòfil i al matollar suculent de les illes, encara que des de l'antiguitat s'ha utilitzat per a jardineria o plantat a les ciutats. Pels antics aborígens i pels romans aquest arbre tenia propietats màgiques. Actualment, la seva saba vermella s'usa per les propietats medicinals que té i s'utilitza per a fer tints i verins.

## Taxonomia
Dracaena draco va ser descrita per Linné i publicada en Systema Naturae, ed. 12: 246, 1767.

### Etimologia
- Dracaena: nom genèric que deriva del grec drakaina, 'drac', fent referència a la Dracaena draco. Aquest arbre, a la població local de les Illes Canàries, va ser considerat un drac i li van atribuir propietats màgiques.
- draco: epítet llatí que significa 'drac'.

### Sinonímia
- Asparagus draco L.
- Palma draco (L.) Mill.
- Draco dragonalis Crantz
- Drakaina draco (L.) Raf.
- Draco arbor Garsault
- Dracaena resinifera Salisb.
- Draco draco (L.) Linding.
- Stoerkia draco (L.) Crantz
- Yucca draco (L.) Carrière[7]